# Elisa Miller
Elisa Miller (5 de julio de 1982) es una galardonada directora de cine, escritora y productora mexicana.

## Trayectoria
Estudió Letras Inglesas en la UNAM y después en el Centro de Capacitación Cinematográfica (CCC) en la Ciudad de México. Se tituló del CCC en el 2008 con el cortometraje Roma, la cual ganó el Premio Garcia Bross en Festival Internacional de Cine de Morelia el mismo año.
Fue la primera ganadora mexicana de la Palma Dorada para cortometraje de ficción en el Festival de Cannes del 2007 con "Ver llover". "Ver Llover," fue su proyecto de tercer año en el CCC y fue filmado en Yautepec, Morelos, México, el cual también ganó el primer premio en el Festival Internacional de Cine de Morelia en 2006 entre otros premios. 
Aparece como personaje principal en la novela 'El hombre nacido en Danzig', de Guillermo Fadanelli.

## Filmografía
| Año  | Título                             | Directora | Guionista | Productora | Actriz | Notas |
| ---- | ---------------------------------- | --------- | --------- | ---------- | ------ | ----- |
| 1994 | Del otro lado del mar (Corto)      |           |           |            | Sí     |       |
| 2006 | Ver Llover (Corto)                 | Sí        | Sí        |            |        |       |
| 2008 | Roma (Corto)                       | Sí        | Sí        |            |        |       |
| 2010 | Vete más lejos Alicia              | Sí        |           | Sí         |        |       |
| 2014 | About Sarah (Documental)           | Sí        | Sí        | Sí         |        |       |
| 2015 | El Regreso del Muerto (Documental) |           |           | Sí         |        |       |
| 2015 | El Placer es Mío                   | Sí        | Sí        |            |        |       |
| 2022 | ¿Qué culpa tiene el karma?         | Sí        | No        |            |        |       |
| 2023 | Temporada de Huracanes             | Sí        | Sí        |            |        |       |

## Premios
| Año  | Premio                                            | Categoría                                                | Título                | Resultado |
| ---- | ------------------------------------------------- | -------------------------------------------------------- | --------------------- | --------- |
| 2009 | Premio Ariel                                      | Mejor cortometraje de ficción                            | Roma                  | Nominada  |
| 2008 | Premio Ariel                                      | Mejor cortometraje de ficción                            | Ver Llover            | Ganadora  |
| 2007 | Festival de Cannes                                | Palma de Oro - Mejor cortometraje                        | Ver Llover            | Ganadora  |
| 2007 | Festival de Cannes                                | Premio de Norman McLaren                                 | Ver Llover            | Ganadora  |
| 2009 | Expresión en Corto Festival de cine internacional | Premio Especial del Jurado                               | Roma                  | Ganadora  |
| 2009 | Imago                                             | Mejor Película                                           | Roma                  | Ganadora  |
| 2008 | Festival Internacional de Cine de Morelia         | Premio Garcia Bross                                      | Roma                  | Ganadora  |
| 2006 | Festival Internacional de Cine de Morelia         | Premio de Competencia de cortometraje                    | Ver Llover            | Ganadora  |
| 2011 | Rotterdam Festival de cine internacional          | Tiger Award                                              | Vete más lejos Alicia | Nominada  |
| 2007 | Havana Festival de cine                           | El Coral                                                 | Ver Llover            | Ganadora  |
| 2010 | Festival de Cine Internacional de Pune            | Mejor Director en la Categoría Estudiantil               | Vete más lejos Alicia | Ganadora  |
| 2015 | Festival Internacional de Cine de Morelia         | Premio Mejor primera o segunda obra-Largometraje Ficción | El Placer es Mió      | Ganadora  |